# Бо Сілай
Бо Сілай (нар. 3 липня 1949, Бейпін (Пекін)) — колишній китайський політик і діяч правлячої комуністичної партії. Син видатного військового та державного діяча Бо Їбо (1908–2007).
Обирався до 17 скликанні Політбюро ЦК КПК (2007–2012). З 2004 року по листопад 2007 року він займав пост міністра торгівлі, в період з 2007 року по 2012 рік Бо служив секретарем парткому в місті Чунцін. В результаті серії скандалів втратив всі свої посади.
21 вересня 2013 року суд засудив Бо до довічного позбавлення волі. Його другу дружину, Ґу Кайлай, було звинувачено у вбивстві та засуджено до страти.